# کلیفتون پارک، نیویورک
کلیفتون پارک (به انگلیسی: Clifton Park) یک منطقهٔ مسکونی در ایالات متحده آمریکا است که در شهرستان ساراتوگا، نیویورک واقع شده‌است. کلیفتون پارک ۱۳۰٫۰۳ کیلومتر مربع مساحت و ۳۶٬۷۰۵ نفر جمعیت دارد و ۹۷ متر بالاتر از سطح دریا واقع شده‌است.